# Valdearnedo
Valdearnedo es una localidad del municipio español de Carcedo de Bureba, provincia de Burgos (comunidad autónoma de Castilla y León). En la actualidad se encuentra despoblado, tras haber abandonado el pueblo sus últimos habitantes a comienzos de los años 80 del siglo XX.
En él se erige un templo del siglo XII, en estilo románico, bajo la advocación de la Natividad de Nuestra Señora.
En 2024 se pone en venta el pueblo al completo por la suma de 400.000 euros

## Geografía
Situada entre Carcedo de Bureba, el Este, y Lermilla, al oeste. La localidad se encuentra a la orilla de un afluente del río Homino.